# Federação Laociana de Futebol

A Federação Laociana de Futebol é o órgão governante do futebol no Laos, e é uma federação afiliada da AFC e da FIFA. Ela é responsável pela organização dos campeonatos disputados no país, como o Campeonato Laosiano de Futebol, assim como é responsável pela Seleção Nacional.